# Luca Trevisan
Luca Trevisan (Roma, 21 de julho de 1971 - 19 de julho de 2024) foi um matemático e informático italiano.
Obteve um doutorado em 1997 na Universidade de Roma "La Sapienza".
Foi palestrante convidado do Congresso Internacional de Matemático em Madrid (2006: Pseudorandomness and combinatorial constructions). 